# Čepirohy
Čepirohy (německy Tschöppern) jsou katastrální území a místní část statutárního města Mostu vytvořená ze zaniklé stejnojmenné obce, která byla z velké části zbořena v letech 1968–1972 kvůli těžbě hnědého uhlí a její zbytek roku 1976 připojen k Mostu. Čepirohy tvoří jihozápadní okraj města a leží v nadmořské výšce 293 metrů při staré cestě do Žatce (dnes silnice I/27). Rozkládají pod Čepirožskou výšinou na Lučním potoku a mají katastrální výměru 356 hektarů.

## Název
Název vesnice byl nejspíše odvozen z kroje místních vesničanů. Nejstarší tvar vznikl spojením slova čepec a staročeského slova čaprún (krátký plášť s kapucí), které vychází z francouzského slova chaperon. V historických pramenech se jméno objevuje ve tvarech: czeprun (1331), Czepran (1425, 1455), Czeprun (1456), Čepirohy (1480), w Cziepirohach (1507), Cžeppern (1778) a Čeppern nebo Tschöppern (1846).

## Historie

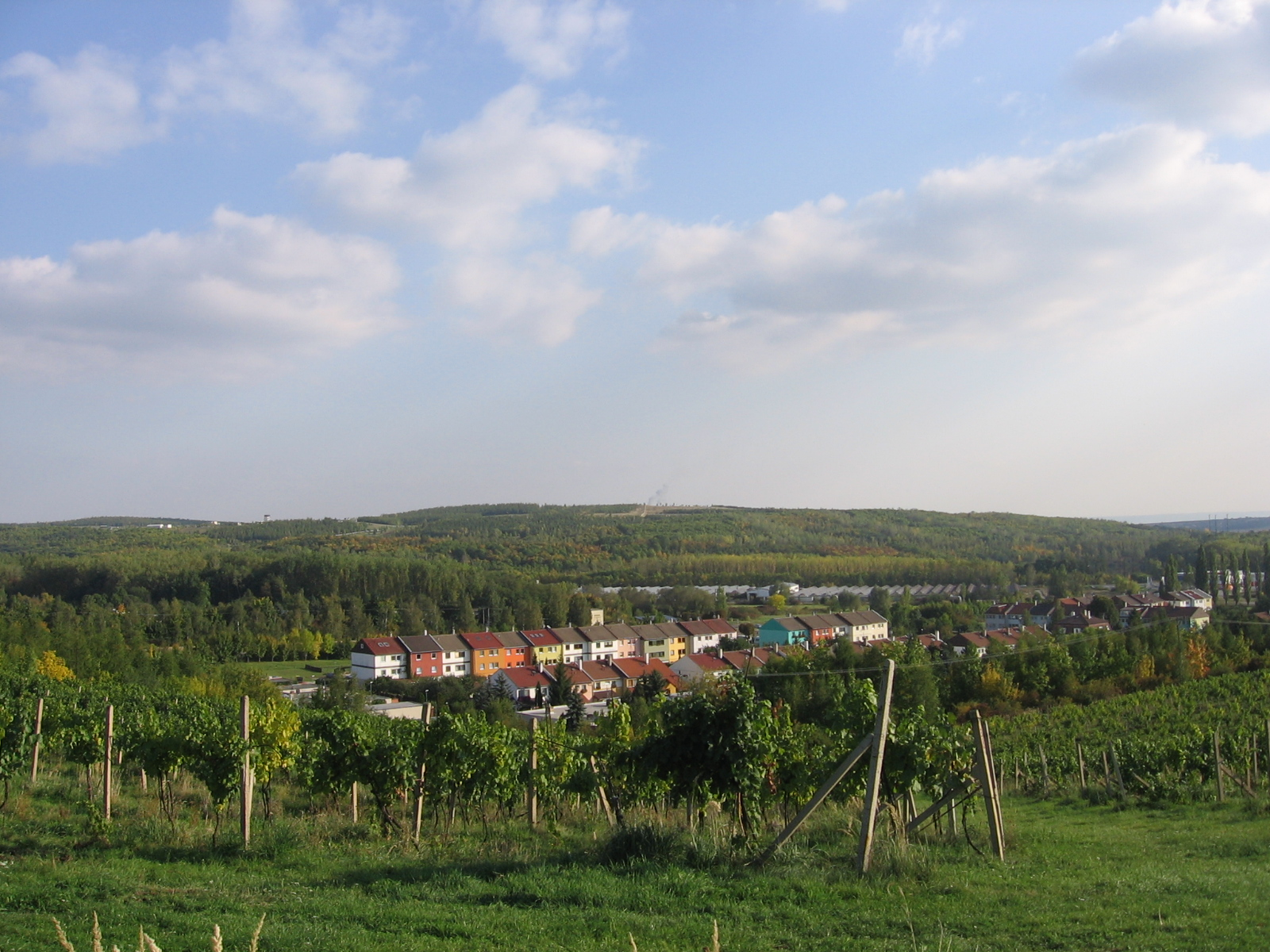
Pohled na Čepirohy z přilehlých vinic

První písemná zmínka o Čepirohách pochází z roku 1331, kdy král Jan Lucemburský potvrdil privilegia Přemysla Otakara II., z čehož lze usuzovat, že ves existovala již ve 13. století. V 15. století ves patřila k panství mosteckého hradu. Na počátku 16. století drželo obec více vlastníků. Roku 1505 se vlastníkem jedné části stal Klement z Čepiroh a Rudolic, o dva roky později pak část vsi vlastnil pán na mosteckém hradu Jan z Veitmile. Ve 20. letech 16. století drželi ves bratři Václav, Jiří a Zikmund Freitokové z Čepiroh a paralelně s těmito vlastníky již část obce s největší pravděpodobností připadala městu Mostu. Po odkoupení poplužního dvora Petra Čirna z Čirnu roku 1537 se stala celá obec majetkem města a byla začleněna do jeho panství Kopisty, jehož součástí zůstala až do roku 1848. Obec patřila do farního obvodu Slatinice a do stejné obce chodily i zdejší děti do školy.
Od první poloviny 19. století se v okolí Čepiroh začalo těžit hnědé uhlí. Nejprve v menších dolech a až později přibyly doly Bayern (1917) a v roce 1919 důl Čepirohy (později přejmenovaný na důl Hrabák). Už berní rula uvádí v okolí obce malé vinice. Vinná réva se nad Čepirohy znovu pěstuje od sedmdesátých letech 20. století.
Převážná část původní vesnice byla zlikvidována v letech 1968–1972 a zbývající část včetně nové výstavby byla v roce 1976 připojena k Mostu.

## Obyvatelstvo
Při sčítání lidu v roce 1921 ve vsi žilo 525 obyvatel (z toho 277 mužů), z nichž bylo 235 Čechoslováků, 267 Němců a 23 cizinců. Většina se hlásila k římskokatolické církvi, ale osm lidí bylo evangelíky a 86 bez vyznání. Podle sčítání lidu z roku 1930 měla vesnice 677 obyvatel: 355 Čechoslováků, 312 Němců, jednoho člověka jiné národnosti a devět cizinců. Kromě deseti evangelíků, 28 členů církve československé a 86 lidí bez vyznání byli římskými katolíky.
|           | 1869 | 1880 | 1890 | 1900 | 1910 | 1921 | 1930 | 1950 | 1961 | 1970 | 1980 | 1991 | 2001 | 2011 |
| --------- | ---- | ---- | ---- | ---- | ---- | ---- | ---- | ---- | ---- | ---- | ---- | ---- | ---- | ---- |
| Obyvatelé | 246  | 328  | 380  | 323  | 420  | 525  | 677  | 468  | 468  | 306  | 142  | 574  | 471  | 468  |
| Domy      | 28   | 31   | 33   | 39   | 43   | 45   | 85   | 88   | 69   | 37   | 10   | 117  | 122  | 129  |

## Katastrální území

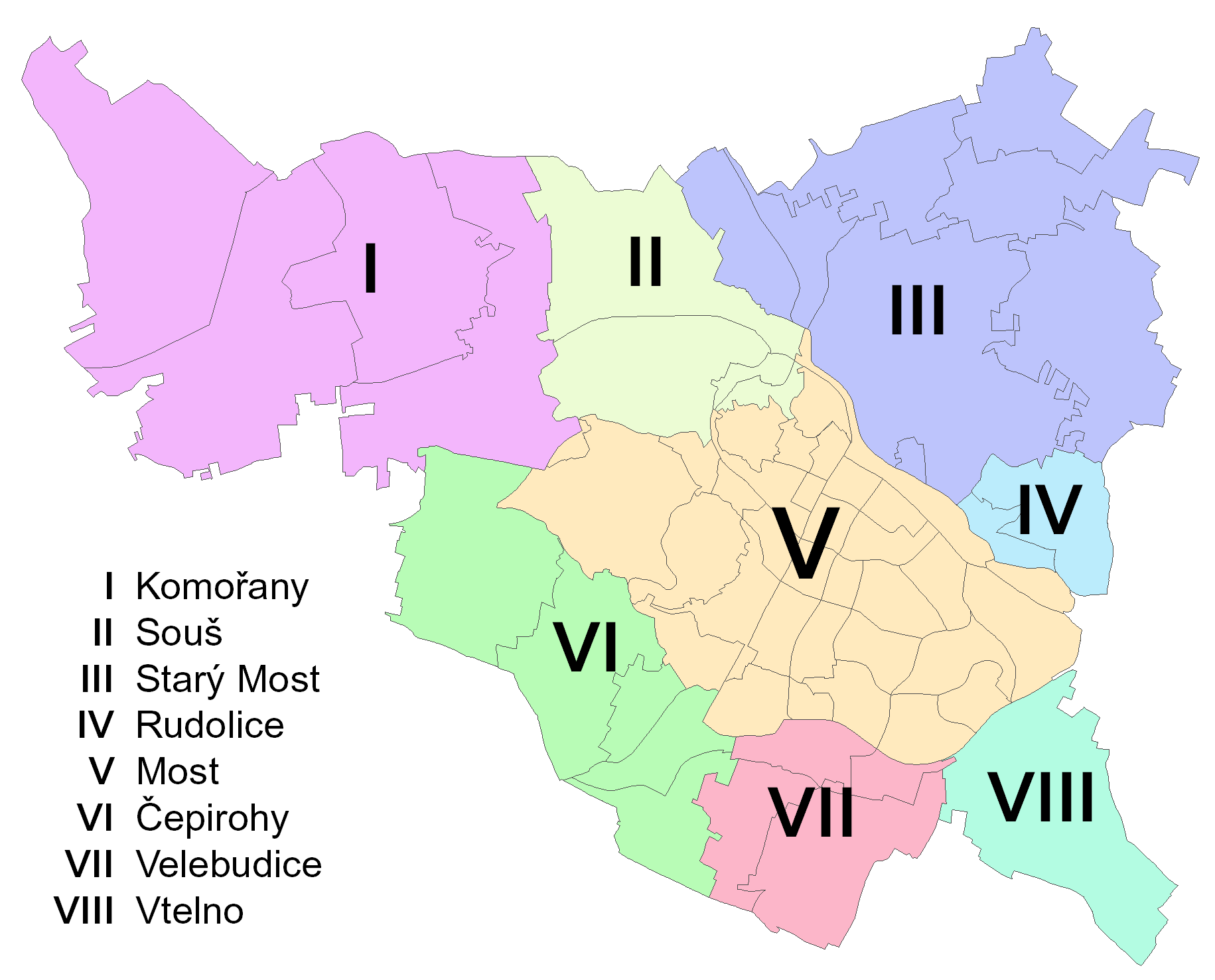
Místní části Mostu

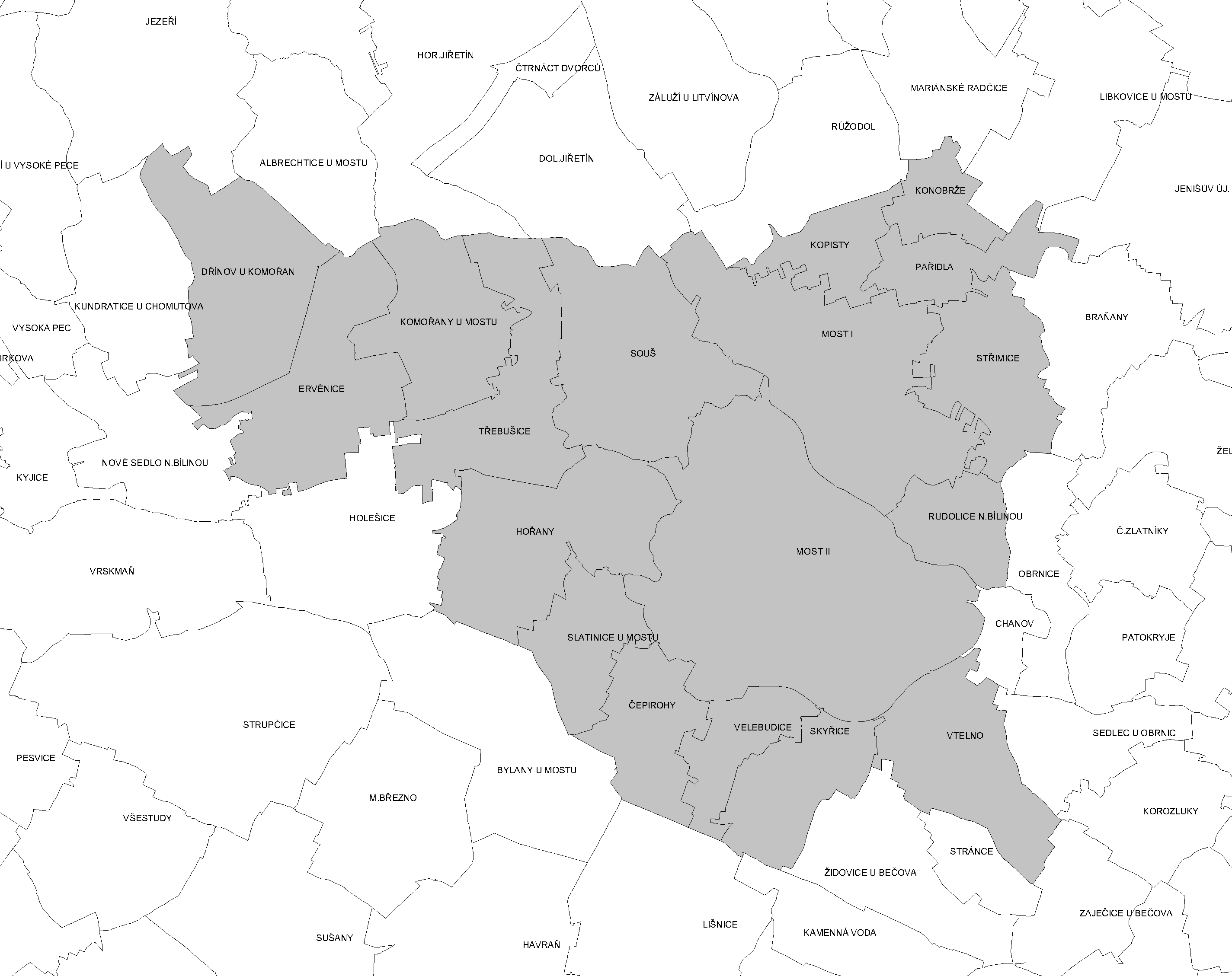
Katastrální území Mostu

Místní část Čepirohy leží na katastrálních územích Čepirohy, Slatinice u Mostu a částečně i na k. ú. Hořany.

## Seznam ulic
- Čepirožská
- Nad Vinicí
- Pod Kaštany
- Pod Vinicí
- Sadová
- U Hřiště
- U Lesíka
- U Rybníka
- Žatecká